# Син влак (Южна Африка)
Blue Train („Син влак“) е луксозен железопътен влак в Република Южна Африка.
Пътува приблизително 1600 км (990 мили) между Претория и Кейптаун, предлагайки обслужване с иконом в класическа обстановка. Услугата се рекламира като „прекрасен движещ се 5-звезден хотел“ от неговия оператор, който отбелязва, че крале и президенти са пътували с него.

## История
Синият влак започва да се движи през 1920 г., когато влаковете на Union Limited and Union Express започват да превозват пътници от Йоханесбург до Кейптаун до корабите заминаващи за Англия. Влаковете превозват тогава злато и диамантотърсачи. Още през 1933 г. Union Express представя луксозен салон за хранене във влака, а през 1939 г. и климатизирани вагони. След кратка почивка по време на Втората Световна война услугата се завръща през 1946 г. с името „Син влак“, с боядисани в синьо вагони.
Видове вагони в Синия влак:
- вагон ресторант;
- луксозен вагон;
- вагон за конференции;
- вагон за корпоративни срещи.

## Маршрути
Преди 2002 г. Синият влак е оперирал по 4 маршрута:
- главен: от Претория до Кейп Таун;
- живописен: от Кейп Таун до Порт Елизабет;
- от Хоедспруит до Крюгер Парк;
- до водопада Виктория в Зимбабве.

До 2004 г. последните 2 трасета са спрени поради липса на покровителство. От 2007 година единственият редовен маршрут е Претория – Кейптаун, с 27-часово пътуване (1600 км). Влакът спира по трасето за екскурзии до някои градове. Влакът се управлява от „Лукс рейл“, Южноафрикански железопътен оператор. В движение са 2 влака, съответно от крайните точки на железопътната линия. Влакът пътува със скорост 90 км в час.

## Награди
От 2009 г. влакът печели 5 поредни години награди за най-луксозни влакове в света.